# Alexander Cambridge, Bá tước thứ nhất xứ Athlone
Alexander Augustus Frederick William Alfred George Cambridge (Công tử Alexander của Teck) (1874-1957) là Toàn quyền Canada thứ 16 giai đoạn Chiến tranh thế giới thứ hai, nhiệm kỳ 1940-1946. Trước đó, ông là Toàn quyền Liên bang Nam Phi, nhiếm kỳ 1924-1930.
Ông là con trai của Franz xứ Teck và Mary Adelaide xứ Cambridge (cháu nội Vua George III của Anh). Vậy nên, ông là em họ Vua George V và chị ông Mary xứ Teck, vợ Vua George V.
Sau này, ông kết hôn với em họ của anh rể mình là Vương tôn nữ Alice xứ Albany (con gái của Vương tử Leopold, Công tước Albany, cháu nội Victoria của Anh). Ông nhập ngũ Quân đội Vương gia Anh năm 1894 và tham gia chiến đấu trong Chiến tranh Boer lần hai và Chiến tranh thế giới thứ nhất, đồng thời được thăng cấp Thiếu tướng. Ông mất năm 1957 tại Anh

## Danh hiệu
| Cuống huy của Bá tước xứ Athlone | Cuống huy của Bá tước xứ Athlone | Cuống huy của Bá tước xứ Athlone | Cuống huy của Bá tước xứ Athlone |  |
| -------------------------------- | -------------------------------- | -------------------------------- | -------------------------------- |  |
|                                  |                                  |                                  |                                  |  |
|                                  |                                  |                                  |                                  |  |
|                                  |                                  |                                  |                                  |  |
|                                  |                                  |                                  |                                  |  |
|                                  |                                  |                                  |                                  |  |
|                                  |                                  |                                  |                                  |  |

### Huân chương, huy chương và giải thưởng

#### Huân chương Anh và Đức
- 1888 – 14 July 1917: Đại Chữ thập của Huân chương Vương miện
- 8 tháng 12 năm 1898 – 16 tháng 2 năm 1901: Hiệp sĩ Chỉ huy của Huân chương Hoàng gia Victoria (KCVO)
- 16 tháng 2 năm 1901 – 16 tháng 1 năm 1957: Đại Hiệp sĩ của Huân chương Hoàng gia Victoria (GCVO)
- 19 tháng 4 năm 1901: Đồng hành của Huân chương Dịch vụ Đặc biệt (DSO)
- 1904 – 14 tháng 7 năm 1917: Hiệp sĩ của Huân chương Rautenkrone
- 22 tháng 7 năm 1904 – 14 tháng 7 năm 1917: Đại Chữ thập với Crown in Ore của Huân chương Vương miện Wend[1]
- 5 tháng 8 năm 1904 – 16 tháng 1 năm 1957: Hiệp sĩ của Công lý của Huân chương Thánh John (KStJ)[2]
- 19 tháng 6 năm 1911 – 16 tháng 1 năm 1957: Đại Hiệp sĩ của Huân chương Thanh tẩy (GCB)[3]
- 4 tháng 6 năm 1917 – 6 tháng 11 năm 1923: Đồng hành của Huân chương Thánh Michael và Thánh George (CMG)
- 6 tháng 11 năm 1923 – 24 tháng 6 năm 1936: Đại Hiệp sĩ của Huân chương Thánh Michael và Thánh George (GCMG)[4]
- 24 tháng 6 năm 1936 – 16 tháng 1 năm 1957: Đại Bậc thầy của Huân chương Thánh Michael và Thánh George[5]
- 17 tháng 4 năm 1928 – 16 tháng 1 năm 1957: Hiệp sĩ của Huân chương Garter (KG)

#### Huy chương
- 1897: Huy chương Công ty Nam Phi thuộc Anh
- 1897: Huy chương Đại lễ Kim cương của Nữ vương Victoria
- 1901: Huy chương Nữ vương Nam Phi
- 1902: Huy chương Lễ đăng quang của Edward VII
- 1911: Huy chương Lễ đăng quang của George V
- 1919: Ngôi sao 1914–15
- 1919: Huy chương Chiến tranh Anh
- 1919: Huy chương Chiến thắng
- 1935: Huy chương Đại lễ Bạc của George V
- 1937: Huy chương Lễ đăng quang của George VI
- 1945: Ngôi sao 1939–45
- 1945: Huy chương Chiến tranh 1939–1945
- 1947: Huy chương Dịch vụ Tình nguyện Canada
- 1953: Huy chương Lễ đăng quang của Elizabeth II

#### Giải thưởng
- 1896: MiD
- 1915: MiD
- 1915: MiD
- 1 tháng 1 năm 1935: Chuỗi Hoàng gia Victoria[6]

#### Giải thưởng và danh hiệu nước ngoài
- 1909 – 16 tháng 1 năm 1957: Đại Chỉ huy của Huân chương Sao Bắc cực[7]
- 24 tháng 10 năm 1915 – 16 tháng 1 năm 1957: Đại Thập tự của Huân chương Leopold[8]
- 24 tháng 2 năm 1916: Chữ thập Quân đội[9]
- 9 December 1916: Đại sĩ quan của Huân chương Bắc đẩu Bội tinh[10]
- 14 tháng 1 năm 1918 – 16 tháng 1 năm 1957: Hiệp sĩ hạng nhất với Thanh kiếm của Huân chương Thánh Anna[11]
- 16 April 1918: Croix de guerre[12]

### Chức vụ

#### Chức vụ quân đội danh dự
- 3 tháng 6 năm 1910 – 16 tháng 1 năm 1957: Aide-de-camp Cá nhân của Nhà vua (ADC)[13]
- 1930 – 16 tháng 1 năm 1957: Đại tá Danh dự của Trung đoàn Súng trường Công tước xứ Edinburgh
- 21 tháng 6 năm 1940 – 12 tháng 4 năm 1946: Đại tá của Trung đoàn Kỵ binh Toàn quyền[14]
- 21 tháng 6 năm 1940 – 12 tháng 4 năm 1946: Đại tá của Trung đoàn Lính gác Toàn quyền[14]
- 21 tháng 6 1940 – 12t háng 4 năm 1946: Đại tá của Trung đoàn Lính gác Canada[14]

#### Chức vụ khác
- 29 tháng 6 năm 1931 – 16 tháng 1 năm 1957: Ủy viên Hội đồng Cơ mật (PC)[15]
- 4 tháng 8 năm 1931 – 16 tháng 1 năm 1957: Thống đốc và Cảnh sát của Lâu đài Windsor
- 1937 – 16 tháng 1 năm 1957: Thành viên Hội Hoàng gia[16]
- 21 tháng 6 năm 1940 – 12 April 1946: Hướng đạo trưởng của Canada
- 1940 – 16 tháng 1 năm 1957: Thành viên Danh dự của Câu lạc bộ Cao đẳng Quân sự Hoàng gia Canada

### Eponym danh dự

#### Giải thưởng
Nam Phi: Quỹ dự án Bursary của Học viện Athlone, Paarl

#### Tên địa điểm
- Alberta: Athlone, Edmonton
- Newfoundland và Labrador: Athlone
- Nam Phi: Athlone, Cape Town

#### Tòa nhà
- Nam Phi: Nhà máy điện Athlone, Cape Town
- South Africa: Sân vận động Athlone, Cape Town

#### Trường học
- Alberta: Trường tiểu học Athlone, Edmonton
- Manitoba: Trường tiểu học Athlone, Winnipeg
- Nam Phi: Nhà Athlone, Cao đẳng Nữ vương, Queenstown
- Nam Phi: Trường trung học nam sinh Athlone, Johannesburg[18]
- Nam Phi: Học viện Athlone, Paarl[17]